# Jean-Joseph Brieude
Jean-Joseph Brieude est un médecin, agronome et géographe français (né en 1729 à Laroquebrou dans le département du Cantal, mort en 1812 à Paris) qui fut médecin de Madame la Duchesse de Bourbon et du Duc d'orléans.

## Biographie
Il a épousé Elisabeth Esquirou, fille du Docteur Jean Esquirou, directeur et intendant des eaux minérales de Vic-en-Carladès, et de Marthe Frayssi. Son fils, Louis Brieude (1771-1823) fut couronné par l'Académie de Renne pour son Éloge de Duclos et se suicida.
Il est l'auteur de plusieurs ouvrages scientifiques concernant la médecine, les cures thermales, la géographie de l'Auvergne du point de vue médical, climatique, géologique et agronomique. il est le premier à avoir fait la description en 1782 sous le nom de " race du Cantal " de la race bovine connu actuellement sous le nom de vaches d'Aubrac.
Ses principales publications sont:
- Observation sur les eaux thermales de Bourbon-l'Archambault, de Vichy et du Mont-Dore, faites dans un voyage par ordre du gouvernement, lues à la société royale de médecine, dans ses séances particulières, 1788, Paris.
- Observations économiques et politiques sur la chaîne des montagnes ci-devant appelées Auvergne, Paris, an IX,
- Topographie médicale de la Haute-Auvergne, aujourd'hui le département du Cantal, par feu M. Brieude, Nouvelle édition, 1821, imp. Picut, Aurillac. 1822, Paris.
- De la Haute-Auvergne. De l'atmosphère et de ses météores. De la constitution physique et morale de ses habitants et de leur nature, sdna.
- Traité de la phtysie pulmonaire, 1803, Paris, 2 volumes.
- Lettre de M. de Brieude demandant un rendez-vous à l'intendant (18 mars).. M. de Brieude adresse une brochure qu'il vient de publier (25 avril 1788). (Archives départementales du Puy-de-Dôme)

Voir aussi: "Les eaux de Vic d'après le mémoire du médecin Jean-Joseph Brieude", Yves Oger, in RHA n°317, 2001.